# Calydna caprina
Calydna caprina är en fjärilsart som beskrevs av William Chapman Hewitson 1859. Calydna caprina ingår i släktet Calydna och familjen Riodinidae. Inga underarter finns listade i Catalogue of Life.